# Pauluskerk (Berlijn-Zehlendorf)
De protestantse Pauluskerk (Duits: Pauluskirche) in het Berlijnse stadsdeel Zehlendorf werd in de jaren 1903–1905 naar een ontwerp van Hubert Stier gebouwd. Het gebouw werd in de Noord-Duitse baksteengotiek met rode bakstenen opgetrokken. Ten oosten van de kerk werd een parochiehuis in dezelfde stijl gebouwd. Kerk en parochiehuis vallen tegenwoordig onder monumentenzorg.

## Geschiedenis
Nadat de dorpskerk uit het jaar 1768 al geruime tijd te klein was voor de groeiende geloofsgemeenschap van Zehlendorf, was het wenselijk een nieuwe kerk te bouwen. Het bouwterrein voor de kerk en het parochiehuis werd in 1894 geschonken door de in het dorp woonachtige mevrouw Sidonie Scharfe. Een prijsvraag leverde het winnende ontwerp van Hubert Stier op. Op 1 oktober 1905 kon de Pauluskerk worden ingewijd.
In de Eerste Wereldoorlog moest de kerk twee van de drie klokken afgeven. De klokken werden in 1924 vervangen, maar in de Tweede Wereldoorlog werden de klokken opnieuw uit de toren gehaald en omgesmolten. In 1948 en 1960 vond er weer vervanging van de geroofde klokken plaats. De kerk werd in de laatste wereldoorlog beschadigd, maar het gebouw bleef intact. In het onbeschadigde parochiehuis vond op 7 mei 1945 een vergadering plaats over het herstel van de Landskerk Berlijn-Brandenburg.    
In de jaren 80 vond er een grote restauratie van de kerk plaats, waarbij ook het interieur een aantal wijzigingen onderging.
Het 100-jarig jubileum van de Pauluskerk werd in 2005 gevierd met o.a. de uitgifte van een boek over de geschiedenis van de kerk.

## Afbeeldingen

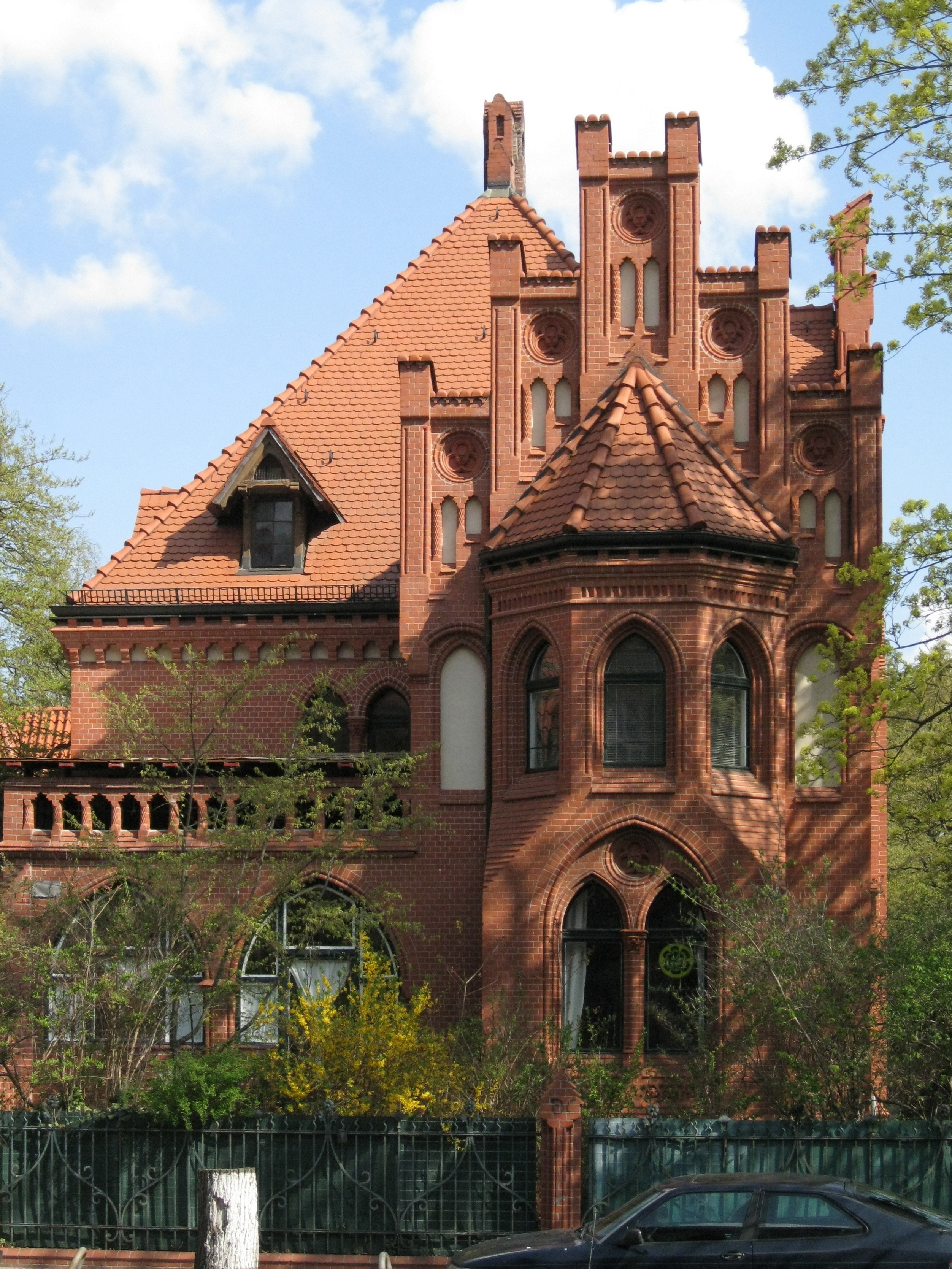
Parochiehuis
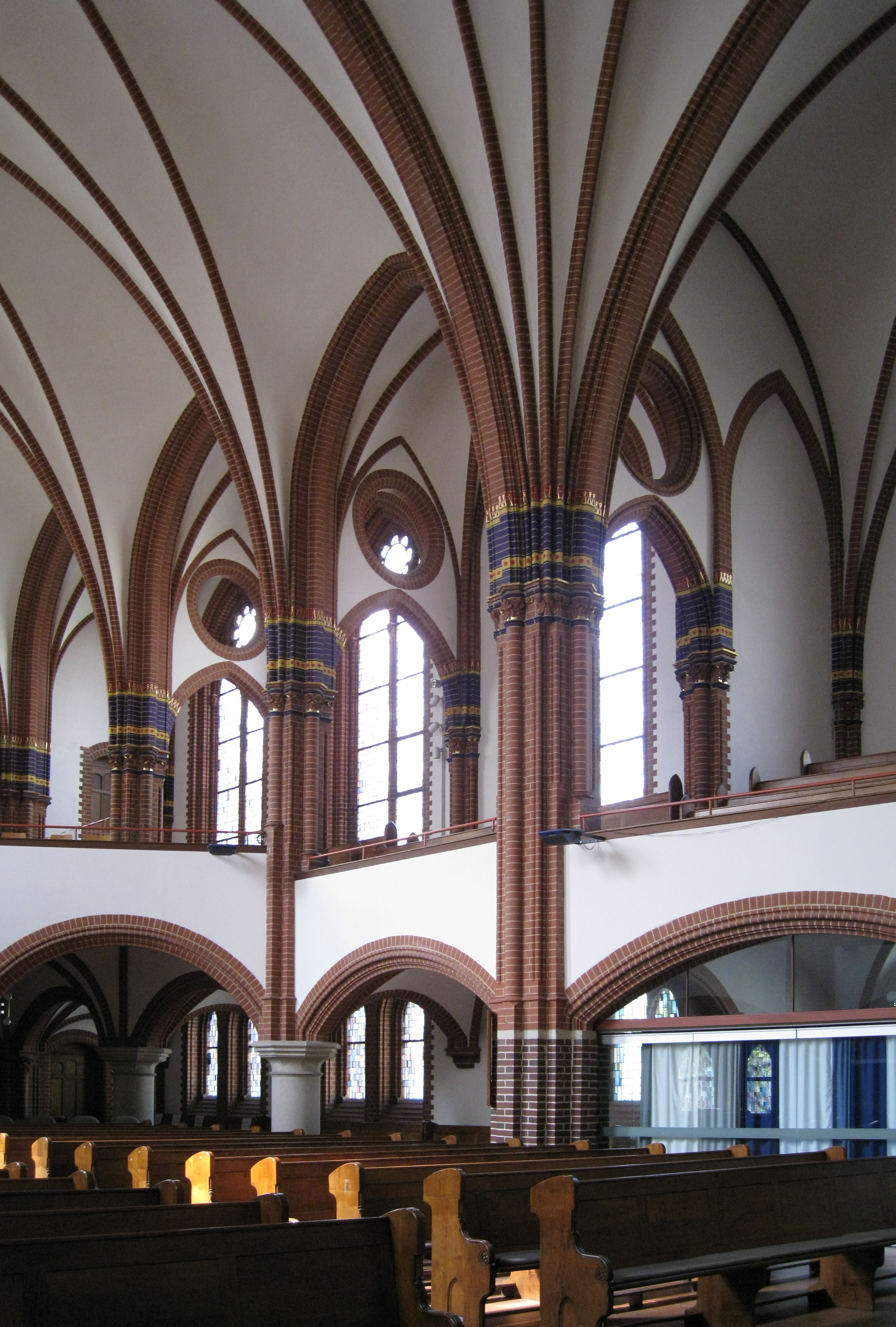
Galerij